# Martin Joseph Neylon
Martin Joseph Neylon SJ (ur. 13 lutego 1920 w Buffalo, stan Nowy Jork; zm. 13 kwietnia 2004) – amerykański biskup rzymskokatolicki. Ordynariusz diecezji Karolinów w latach 1993–1995. 
Święcenia kapłańskie przyjął w dniu 18 czerwca 1950 roku w zakonie jezuitów. W dniu 2 października 1969 roku został mianowany przez papieża Pawła VI koadiutorem wikariusza apostolskiego Karolinów i Wysp Marshalla. Jednocześnie otrzymał godność biskupa tytularnego Libertiny. Sakrę biskupią otrzymał w dniu 2 lutego 1970 roku. W dniu 20 września 1971 roku został mianowany wikariuszem apostolskim Karolinów i Wysp Marshalla. W dniu 3 maja 1979 roku podniesiony do godności biskupa Karolinów i Wysp Marshalla. Urząd objął w dniu 3 lutego 1980 roku. W dniu 23 kwietnia 1993 roku został pierwszym biskupem Karolinów. Zrezygnował z tej funkcji, ze względu na wiek w dniu 25 maja 1995 roku.